# Aliquotierung
Aliquotierung oder das zugehörige Verb aliquotieren bedeuten im allgemeinen Sprachsinn „den aliquoten Teil einer Größe bestimmen“. Das Duden-Universalwörterbuch gibt für „aliquot“ (abgeleitet von dem lateinischen „aliquot“ mit der Bedeutung „einige“, „einige wenige“) folgende beiden Bedeutungen an: 1. Mathematisch, veraltet: Ohne Rest teilend; 2. Österreichisch: anteilsmäßig. Auf diesen Bedeutungen aufbauend finden sich die Begriffe Aliquotierung und aliquotieren als Termini technici in Fachsprachen in der Bedeutung „anteilsmäßige Berechnung / Ermittlung“ bzw. „anteilsmäßig berechnen / ermitteln“ wieder.

## Aliquotierung als Terminus technicus
Aliquotierung wird als Terminus technicus vor allem in der Personalwirtschaft (Teilbereich der Betriebswirtschaftslehre) und in der experimentell-analytischen Naturwissenschaft, hier vor allem in Medizin, Biologie und Chemie verwandt.

### Betriebswirtschaft und Personalwirtschaft
In der Entgeltabrechnung von Unternehmen bedeutet Aliquotierung die Ermittlung eines anteiligen, periodenbezogenen Entgeltes. Ist also ein Mitarbeiter unterjährig (mitten im Jahr, mitten in der Abrechnungsperiode) in ein Unternehmen eingetreten, so können ihm Sonderzahlungen, wie etwa das Weihnachtsgeld aliquotiert, also anteilsmäßig gewährt werden. Ist ein Mitarbeiter im Laufe eines Monats in den Betrieb ein- oder ausgetreten, so wird sein Entgelt aliquotiert, also anteilsmäßig berechnet und bezahlt. Aber auch nicht-monetäre Größen wie etwa der jährliche Urlaubsanspruch werden bei unterjährigen Ein- oder Austritt in ein Unternehmen aliquotiert. Naturgemäß spielt der Begriff der Aliquotierung in Softwaresystemen, die die Personalabrechnung unterstützen, eine erhebliche Rolle. In diesen sind verschiedene Verfahren der Aliquotierung funktional abgebildet. Darüber hinaus spielt der Begriff der Aliquotierung im Recht (Arbeitsrecht, Rentengesetzgebung etc.) eine große Rolle, wo entsprechende Rahmenbedingungen zur anteilsmäßigen Ermittlung von Arbeitnehmeransprüchen geregelt werden.

### Naturwissenschaft
In der experimentell-analytischen Medizin, Biologie und Chemie bezeichnet der Terminus „aliquoter Teil“ die von einer Gesamtmenge zu analysierende Teilmenge. Der Vorgang der Aufteilung heißt ebenfalls Aliquotierung. Es ist zugleich ein Verfahren der Portionierung. Siehe hierzu auch den Artikel Aliquot (Chemie).